# Manchester (Kentucky)
Manchester é uma cidade localizada no estado americano de Kentucky, no Condado de Clay.

## Demografia
Segundo o censo americano de 2000, a sua população era de 1738 habitantes.
Em 2006, foi estimada uma população de 1960, um aumento de 222 (12.8%).

## Geografia
De acordo com o United States Census Bureau tem uma área de
3,9 km², dos quais 3,9 km² cobertos por terra e 0,0 km² cobertos por água. Manchester localiza-se a aproximadamente 288 m acima do nível do mar.

## Localidades na vizinhança
O diagrama seguinte representa as localidades num raio de 36 km ao redor de Manchester.